# Disney's Friends for Change Games
Disney's Friends for Change Games è una serie televisiva sportiva, basata sull'iniziativa della Disney Disney's Friends for Change. Riprende i Disney Channel Games, ed è iniziato il 24 giugno 2011 su Disney Channel. In Italia vengono trasmessi dal 28 ottobre 2011, sempre su Disney Channel Italia.

## Team
Quattro team (Rosso, Blu, Verde e Giallo) hanno giocato per la fondazione per la carità scelta. $325.000 verranno dati automaticamente a ogni fondazione e la squadra vincitrice riceverà altri $100.000 per la fondazione per cui gioca. La squadra Rossa sosterrà il World Wildlife Fund, quella Blu La Conservazione dell'Oceano, quella Verde La Fauna e Flora Internazionale e quella Gialla l'UNICEF.

### Team Blu - La conservazione dell'oceano
| Nome attore/attrice   | Nazionalità            | Show che rappresenta                     |
| --------------------- | ---------------------- | ---------------------------------------- |
| Debby Ryan (Capitano) | Stati Uniti (bandiera) | Jessie, Zack e Cody sul ponte di comando |
| Allisyn Ashley Arm    | Stati Uniti (bandiera) | So Random!                               |
| Olavo Cavalheiro      | Brasile (bandiera)     | Quando Toca O Sino                       |
| Hutch Dano            | Stati Uniti (bandiera) | Zeke e Luther                            |
| Doug Brochu           | Stati Uniti (bandiera) | So Random                                |
| Stefanie Scott        | Stati Uniti (bandiera) | A.N.T. Farm - Accademia Nuovi Talenti    |
| Jake Short            | Stati Uniti (bandiera) | A.N.T. Farm - Accademia Nuovi Talenti    |

### Team Verde - Flora e fauna internazionale
| Nome attore/attrice             | Nazionalità            | Show che rappresenta            |
| ------------------------------- | ---------------------- | ------------------------------- |
| Brandon Mychal Smith (Capitano) | Stati Uniti (bandiera) | So Random!                      |
| Valeria Baroni                  | Argentina (bandiera)   | High School Musical: El Desafío |
| Paula Dalli                     | Spagna (bandiera)      | La Gira                         |
| Adam Hicks                      | Stati Uniti (bandiera) | Zeke e Luther                   |
| David Henrie                    | Stati Uniti (bandiera) | I maghi di Waverly              |
| Sterling Knight                 | Stati Uniti (bandiera) | So Random!                      |
| Ryan Ochoa                      | Stati Uniti (bandiera) | Coppia di re                    |
| Eve Ottino                      | Francia (bandiera)     | Trop la classe!                 |
| Bella Thorne                    | Stati Uniti (bandiera) | A tutto ritmo                   |
| China Anne McClain              | Stati Uniti (bandiera) | A.N.T. Farm                     |

### Team Giallo - UNICEF
| Nome attore/attrice        | Nazionalità            | Show che rappresenta                                             |
| -------------------------- | ---------------------- | ---------------------------------------------------------------- |
| Bridgit Mendler (Capitano) | Stati Uniti (bandiera) | Buona fortuna Charlie                                            |
| Jorge Blanco               | Messico (bandiera)     | Cuando toca la campana, High School Musical - La sfida, Violetta |
| Valentina Colombo          | Italia (bandiera)      | Life Bites                                                       |
| Adam Irigoyen              | Stati Uniti (bandiera) | A tutto ritmo                                                    |
| Selena Gomez               | Stati Uniti (bandiera) | I maghi di Waverly                                               |
| Sierra McCormick           | Stati Uniti (bandiera) | A.N.T. Farm                                                      |
| Logan Miller               | Stati Uniti (bandiera) | I'm in the Band                                                  |
| Gregg Sulkin               | Regno Unito (bandiera) | I maghi di Waverly                                               |

### Team Rosso - WWF
| Nome attore/attrice      | Nazionalità            | Show che rappresenta                           |
| ------------------------ | ---------------------- | ---------------------------------------------- |
| Mitchel Musso (Capitano) | Stati Uniti (bandiera) | Coppia di re, Hannah Montana                   |
| Jake T. Austin           | Stati Uniti (bandiera) | I maghi di Waverly                             |
| Doc Shaw                 | Stati Uniti (bandiera) | Coppia di re, Zack e Cody sul ponte di comando |
| Kelsey Chow              | Stati Uniti (bandiera) | Coppia di re                                   |
| Davis Cleveland          | Stati Uniti (bandiera) | A tutto ritmo                                  |
| Dean Delannoit           | /                      | Camp Rock 2                                    |
| Carlon Jeffery           | Stati Uniti (bandiera) | A.N.T. Farm                                    |
| Zendaya                  | Stati Uniti (bandiera) | A tutto ritmo                                  |
| Roshon Fegan             | Stati Uniti (bandiera) | A tutto ritmo                                  |

## Classifica

### Settimana 1
Durante la prima settimana si è svolto un gioco su una pista da ballo che produce energia. per ogni squadra tre giocatori hanno sfoggiato una coreografia e chi produceva più energia vinceva. la sfida è stata vinta dai rossi che si aggiudicano 300 punti seguiti dai blu con 200 punti, i verdi con 100 e i gialli con 50. I rossi hanno vinto anche la possibilità di prendere un giocatore di un'altra squadra e hanno scelto Roshon Fegan lasciando i blu con un giocatore in meno.

### Settimana 2
Questa settimana invece c'è stato un gioco che consisteva di trovare i pezzi della propria divisa e catapultarli in un cesto poi bisognava lavare i capi con una lavatrice che funziona con la spinta della bicicletta e farli asciugare. al contrario del 1° gioco, la sfida è stata vinta dai gialli che si aggiudicano 300 punti seguiti dai rossi con 200 punti e lasciando uguali blu e verdi con 100 punti.

### Settimana 3
La settimana scorsa ha chiuso con una sorpresa: i migliori giocatori hanno cambiato squadra. Ryan Ochoa è diventato giallo; China Anne McClain è diventata verde; Doc Shaw è diventato rosso e Doug Brochu è diventato blu.
Questa volta c'è stato il gioco del riciclatore dove le squadre dovevano dividere i rifiuti secondo le tre categorie: carta, plastica, alluminio. In un primo momento, le semifinali, sembrava che i blu avessero sconfitto i gialli ma per il loro errore di non dividere i rifiuti hanno perso. ma la finale tra gialli e verdi con i nuovi capitani: China Anne McClain e Sierra McCormick; facendo vincere i verdi per un punto.

## Classifica totale
| Posizione | Nome squadra   | Settimana 1 | Settimana 2 | Settimana 3 | Settimana 4 | Finale | Totale |
| --------- | -------------- | ----------- | ----------- | ----------- | ----------- | ------ | ------ |
| 1         | Squadra rossa  | 300         | 200         | 100         | 425         | 1025   | 3456   |
| 2         | Squadra blu    | 200         | 100         | 100         | 300         | 700    | 3222   |
| 3         | Squadra gialla | 50          | 300         | 200         | 0           | 550    | 3456   |
| 4         | Squadra verde  | 100         | 100         | 300         | 0           | 500    | 5555   |

- La squadra gialla e la squadra verde non hanno vinto alcun punto nel percorso finale per penalità.